# Nicholas Colin Browne-Marke

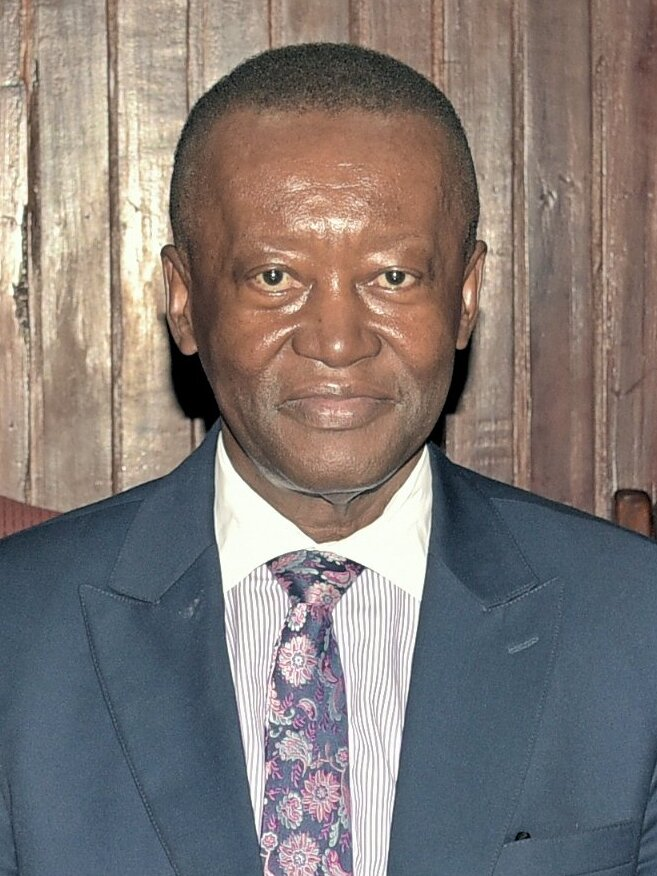
Nicholas Colin Browne-Marke (2023)

Nicholas Colin Browne-Marke (* 15. Juni 1957 im Vereinigten Königreich) ist ein sierra-leonischer Rechtsanwalt und Richter mit kreolischen Wurzeln. Er ist Richter am Obersten Gerichtshof von Sierra Leone und am Obersten Gerichtshof von Gambia.

## Leben
Browne-Marke wurde in England, Großbritannien, geboren. Er studierte Rechtswissenschaften an der Inns of Court School of Law, schloss sein Studium 1979 ab und wurde 1981 am Inner Temple als Rechtsanwalt zugelassen.
Browne-Marke arbeitete von 1982 bis 1989 als Staatsanwalt in der Staatsanwaltschaft von Sierra Leone, bevor er sich als Anwalt niederließ.
2007 begann er seine Lehrtätigkeit an der Sierra Leone Law School in Freetown und wurde außerdem zum Senior Justice am Berufungsgericht von Sierra Leone ernannt.
Im Jahr 2009 leitete Browne-Marke die Verhandlungen in einem richtungsweisenden Kokainprozess. Am 28. Juli 2008 waren 600 kg Kokain mit einer Cessna, die mit dem falschen Logo des Roten Kreuzes bemalt war, aus Venezuela ins Land gebracht worden. Am 21. April 2009 verurteilte er alle 15 Angeklagten des Prozesses zu Freiheits- und Geldstrafen. Für die Sierra-Leoner lagen die Geldstrafen zwischen 25 Millionen Leones (damals umgerechnet 8.000 US-Dollar) und 300 Millionen Leones (damals umgerechnet 100.000 US-Dollar). Die Strafen reichten von zwei bis fünf Jahren. Für die angeklagten Ausländer lagen die Geldstrafen zwischen 1,5 und 4 Millionen US-Dollar, bei Freiheitsstrafen von fünf Jahren. Browne-Marke ordnete an, das Kokain innerhalb von 48 Stunden nach der Urteilsverkündung zu vernichten. Die Urteilsverkündung fand am 23. April in Anwesenheit internationaler Beobachter statt.
Am 19. Dezember 2014 wurde Browne-Marke von Präsident Ernest Bai Koroma als Richter am Obersten Gerichtshof von Sierra Leone vereidigt. Er wurde ursprünglich am 30. Dezember 2016 von Präsident Yahya Jammeh zum Richter am Obersten Gerichtshof von Gambia ernannt, um Jammehs Wahlbeschwerde zur Präsidentschaftswahl 2016 anzuhören. Er lehnte es jedoch ab, seinen Platz zur Anhörung der Beschwerde einzunehmen, und wurde am Tag vor der Anhörung noch in Freetown gesehen. Im Mai 2017 wurde er von Präsident Adama Barrow erneut als Richter am Obersten Gerichtshof von Gambia bestätigt. Am 24. November 2017 wurde Browne-Marke als potenzieller Kandidat für das Amt des Obersten Richters von Sierra Leone genannt, da ihm eine „makellose Laufbahn“ zugeschrieben wurde.